# Chromosom 3 (Mensch)

Idiogramm des menschlichen Chromosoms 3

Chromosom 3 ist eines von 23 Chromosomen-Paaren des Menschen. Ein normaler Mensch hat in den meisten seiner Zellen zwei weitgehend identische Kopien dieses Chromosoms.

## Entschlüsselung des Chromosoms 3
Das Chromosom 3 besteht aus 199 Millionen Basenpaaren. Ein Basenpaar ist die kleinste Informationseinheit der DNA. Das Chromosom 3 beinhaltet ungefähr 6,5 % der gesamten DNA einer menschlichen Zelle. Die Identifizierung der Gene auf diesem Chromosom ist der Teil eines laufenden Prozesses zur Entschlüsselung des menschlichen Erbgutes. Auf dem Chromosom 3 befinden sich zwischen 1100 und 1500 Gene. Bei der Sequenzierung im Mai 2006 wurden 1463 Protein-codierende Gene gefunden. Davon werden 505 mit den verschiedensten Krankheiten in Verbindung gebracht. Auch die empfindlichste Stelle des menschlichen Genoms, das FHIT-Gen (Fragile histidine triad), befindet sich auf dem Chromosom 3. Dieses Gen ist bei etwa 50 % aller Speiseröhren-, Magen- und Dickdarmkrebs-Erkrankungen beteiligt.

## Bekannte Gene auf dem Chromosom 3
Das Chromosom 3 enthält unter anderem folgende Gene:
- H4F3: Histon H4
- MITF: Microphthalmie-assoziierter Transkriptionsfaktor
- PROS1: Protein S
- TPS: Thrombopoetin
- SST: Somatostatin
- BTD: Biotinidase
- MCCC1: α-Untereinheit der Methylcrotonoyl-CoA-Carboxylase
- ALAS1
- CACNA2D3
- CCR5: C-C-Chemokinrezeptor Typ5
- CNTN4
- COL7A1
- MLH1
- LZTFL1: Leucine zipper transcription factor like 1[4][5][6]
- OXTR
- PTHR1
- SCN5A
- SLC25A20
- TMIE
- VHL: Von-Hippel-Lindau-Tumorsuppressor
- FOXP1
- CRBN
- ADIPOQ
- CAMPD1
- CPOX
- HGD
- IFT122
- PCCB
- PDCD10
- PIK3CA
- RAB7
- RHO
- SOX2
- USH3A
- ZNF9

## Medizinische Bedeutung

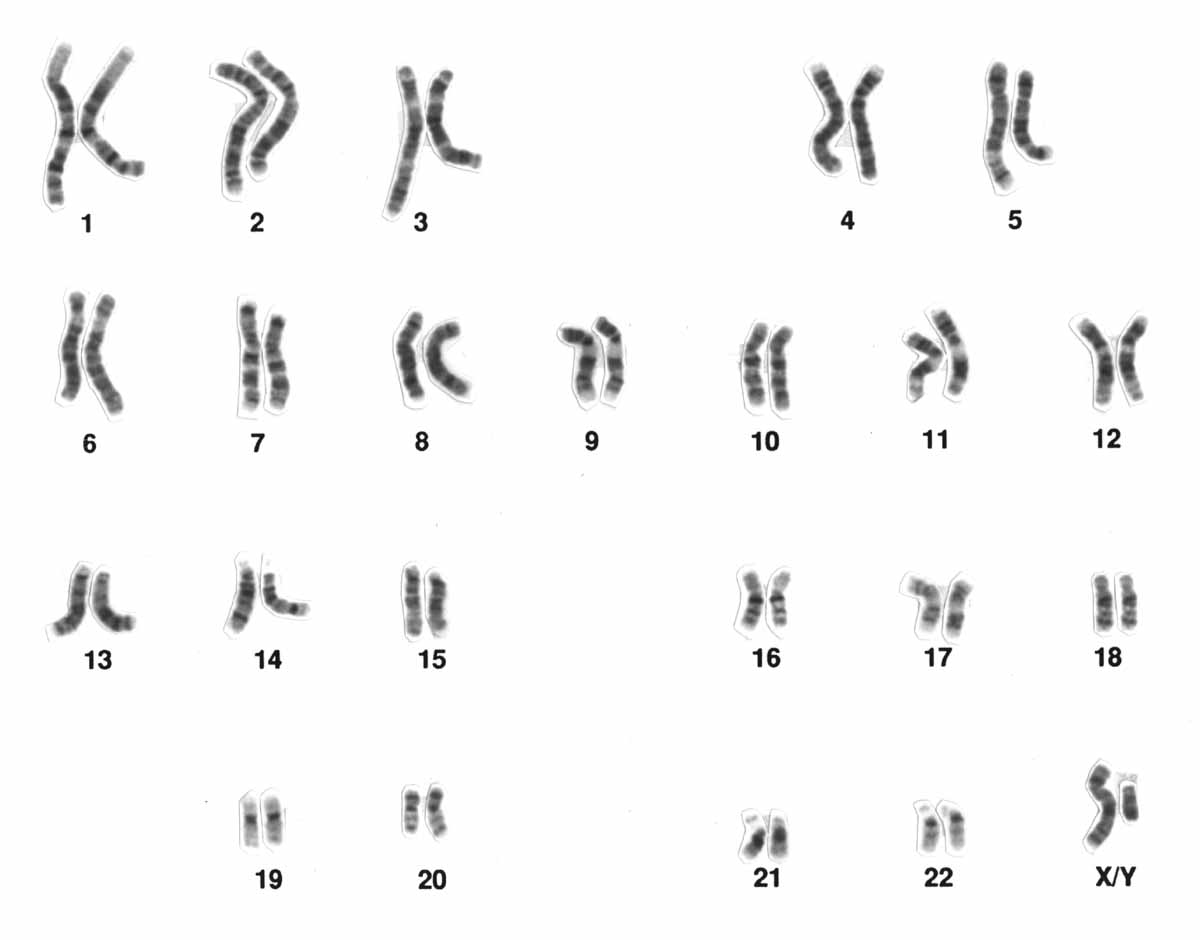
Die 46 Chromosomen des Menschen

Mit den auf dem Chromosom 3 befindlichen Genen werden folgende genetisch bedingte oder prädispositionierte Krankheiten oder Symptome in Verbindung gebracht. Dies sind unter anderem:
- Aderhautmelanom
- Aicardi-Goutières-Syndrom
- Alkaptonurie
- Autismus
- Bartter-Syndrom Typ V
- Bernard-Soulier-Syndrom
- Biotinidasemangel
- Brugada-Syndrom
- Dandy-Walker-Fehlbildung
- Epidermolysis bullosa
- Glykogenspeicherkrankheit
- Hereditäre Koproporphyrie
- Grauer Star
- Leuzismus
- Moebius-Syndrom
- Morbus Andersen
- Moyamoya
- Mukopolysaccharidose
- Myotone Dystrophie Typ 2
- Nachtblindheit
- Nierenkrebs
- Saccharoseintoleranz
- Spinozerebelläre Ataxie
- Ovarialkarzinom
- QT-Syndrom
- Von-Hippel-Lindau-Syndrom

### Trisomie 3
siehe Hauptartikel Trisomie 3
Das dreifache (trisome) Vorliegen von Erbmaterial von Chromosom 3 wird Trisomie 3 genannt. Eine Reihe unterschiedlicher Symptome können dabei auftreten.

### Androgenetischer Haarausfall
Die Hauptursache für androgenetischen Haarausfall (erblich bedingter Haarausfall) ist das so genannte Androgenrezeptor-Gen (AR), auf dem X-Chromosom.
Man weiß mittlerweile aber, dass weitere Gene einen Einfluss auf diesen normalen Typ des Haarausfalls bei Männern haben. Eine Arbeitsgruppe der Universität Bonn fand im Bereich q26 auf Chromosom 3 einen Bereich, der in unmittelbarem Zusammenhang mit dem androgenetischen Haarausfall steht.